# Karel Jiří Buquoy-Longueval
Karel Jiří hrabě Buquoy-Longueval (9. března 1885 Vídeň – 17. května 1952 Brno) byl rakouský a český šlechtic z rodu Buquoyů a poslední majitel buquoyského velkostatku až do roku 1945.

## Život
Narodil se ve Vídni dne 9. března 1885. Jeho otcem byl Ferdinand Maria Jindřich hrabě Buquoy-Longueval (1956–1909) a matka byla Henrietta z Cappy (1857–1929). Měl další tři sourozence, Jindřicha Alberta Buquoy-Longueval (1892–1959), Ferdinanda Filipa Buquoy-Longueval (1896–1975) a Terezu Žofii Buquoy-Longueval (1888–1968). 
Protože jeho strýc Karel Bonaventura Buquoy-Longueval (1854–1911) měl pouze dceru a žádného mužského potomka, měl panství převzít právě Karel Jiří. V tomto duchu byl také vychováván, a proto také vystudoval hospodářství na Německé univerzitě v Praze. Po pádu Rakousko-Uherska v roce 1918 se bránil pozemkové reformě.
Z období kolem roku 1910 pochází pomník, který Karel Jiří nechal postavit svému příteli továrníkovi Hansi Flanderovi. Tento pomník se nachází kousek od přísečnické přehrady směrem na Rusovou. Stojí zde nápis v němčině "DEM ANDENKEN DES WAIDGERECHTEN JÄGERS UND EDLEN FREUNDES HERR FABRIKANTEN HANS FLADER, 1879 – TREUE GEWIDMET VON CARL GEORG BUQUOY", v českém překladu "Na památku myslivce a ušlechtilého přítele, pana Hanse Fladera, 1879 – věnuje věrný Karel Jiří Buquoy".
Po smrti svého strýce Karla Bonaventury v roce 1911 se stal posledním majitelem velkostatku. Byl jím až do roku 1945, kdy mu byly na základě Benešových dekretů, pozemky odebrány. 
V době 1. světové války i po ní se velmi zasazoval o to, aby se lidem na jeho panství žilo dobře. Poskytoval jim různé výhody, upravil jim platy. Velké obnosy peněz věnoval na podporu invalidů, chudých a dalších potřebných. Za tato vykonaná dobra byl zvolen čestným občanem. V roce 1929 byl jmenován rytířem Suverénního maltézského řádu.

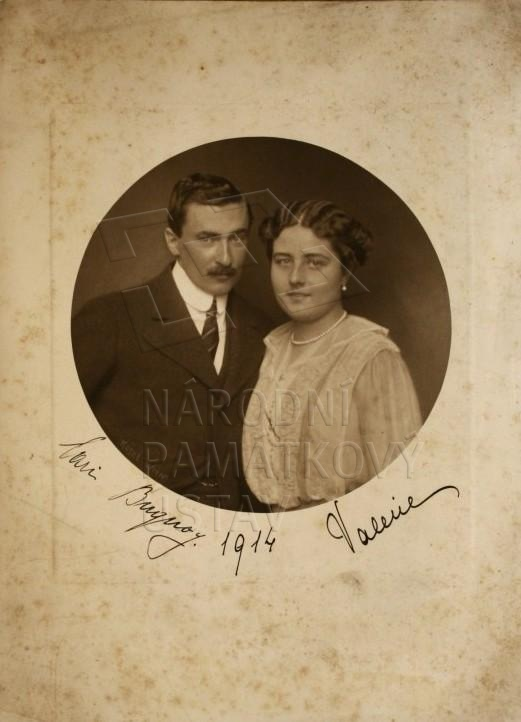
Karel Jiří Buquoy a Valerie Kinská z Vchynic a Tetova na svatební fotografie, rok 1914.

## Rodinný život
Jeho manželkou se 7. července 1914 stává Marie Valerie Kinská z Vchynic a Tetova (1896–1963). Měli spolu celkem 6 dětí:
- 1. Ferdinand Karl Buquoy (1915–1986), jeho ženou se stala Charlotte Franziska Ledebur-Wicheln (1913–1994).
- 2. Henriette Marie Buquoy (1917–1967), provdaná nejprve za Johanna Adama Ledebur-Wicheln (1916–1945) a po jeho smrti se vdala za Wolfganga Krafta Öttingen-Wallerstein (1924–2001).
- 3. Karl Albert Buquoy (1918–1955) byl spolu se svým otcem odsouzen v odnětí svobody.
- 4. Johannes Ulrich Buquoy (1925–1943), člen námořnictva, jenž padl na palubě křižníku Scharnhorst.[4]
- 5. Rudolf Hubert Buquoy (1927–1995), jeho ženou se stala Hedwiga Maria Galen (*1934)
- 6. Marie Buquoy (1929–1929). Při porodu však došlo ke komplikacím s placentou a ještě téhož dne zemřela. [5]

## Kolaborace
Před vypuknutím 2. světové války vstoupil do SdP. Později se hájil tím, že nevyvíjel žádnou politickou činnost, pouze finančně přispíval. Dne 30. června 1938 ho na Nových Hradech navštívil předseda Sudetoněmecké strany Konrad Henlein a Karel Jiří ho ubytoval na zámku. 
Dne 25. května 1945 byl zatčen na příkaz místního velitele Rudé armády. Byl následně na hradě v Nových Hradech držen v domácím vězení. Na základě Benešových dekretů byl odsouzen za vlastizrádce a kolaboranta a jeho majetky byly zkonfiskovány.

## Odsouzení a smrt
Na konci května 1945 se snažil uprchnout za hranice, ale byl v Kaplici přistižen a odvezen do Českých Budějovic. Zde vyčkal následného soudu. 
Kladlo se mu především za vinu, že měl patřit mezi čestné členy SA, SS a NSDAP. Vyšetřování komplikovali vojáci Rudé armády, kteří obsadili zámek v Nových Hradech, kde byl uchován archivní materiál, tudíž se k němu vyšetřovatelé nemohli dostat. Do ledna 1948 se nepodařilo najít dostatek důkazů, které by Karla Jiřího usvědčili z kolaborace. V hlavním přelíčení z 23. ledna 1948 byl zproštěn obžaloby s odůvodněním, že nikomu vědomě neublížil, a dokonce se vůči Čechům v době ohrožení republiky choval korektně. Nicméně přes zproštění viny mu byl veškerý movitý majetek v roce 1946 zkonfiskován, jak bylo poznamenáno výše. Po pronesení tohoto rozsudku měl být propuštěn do internačního tábora, kde měl čekat na odsun za svou rodinou do Německa.
V únoru 1948 ale přišel tzv. Vítězný únor a s tím komunisté obnovili proces. Již 7. května 1948 odsoudil mimořádný lidový soud v Českých Budějovicích Karla Jiřího Buquoye ke třinácti rokům těžkého žaláře. Nejprve byl nějaký čas v Plzni na Borech, poté ve věznici na Mírově, ale jelikož měl zdravotní problémy, byl umístěn do vězeňské nemocnice v Brně, kde také 17. května 1952 zemřel a je pohřben zřejmě na městském hřbitově v Brně.

## Svědectví dobového tisku
Hlas lidu 28. 1. 1948 – 63letý K. Buquoy, rodák z Vídně, obžalovaný podle velkého retribučního dekretu za podporu nacistického hnutí a členství v SA a SS. Sám se politicky neangažoval, poskytl však zaměstnání fanatickým nacistům. Obžalovaný mluvil obstojně česky a popřel všechnu vinu. Henlein byl u něho dvakrát, a to 1935 a 1937, kdy jej ubezpečil, že jeho hnutí není namířeno proti ČSR. Až do pozemkové reformy zaměstnával 40 procent Čechů (informace Svobodného slova z 24. 1. ovšem zní informace podle rkp. pozn. překl. do němčiny takto: po pozemkové reformě 40, před ní 80 procent Čechů!). Protože nebylo prokázáno, že manifestace v Nových Hradech se konala před 21. 5. 1938, nebyla mu prokázána ani propagace nacizmu. Všichni svědkové se vyslovili v jeho prospěch. Byl proto zproštěn obžaloby a prohlásil, že by chtěl odjet za svou rodinou do Bavorska (pozn. překl. do němčiny: 21. 5. 1938 došlo k mobilizaci československé armády, u manifestace jde o souvislost s Henleinovou návštěvou 30. 6. 1938.). 
Jihočech 30. 1. 1948 – 43letý (má být 63letý) K. J. Buquoy byl rozsudkem Krajského soudu zproštěn žaloby. Za vinu mu kladena podpora nacizmu a jeho propagace, dále členství v SS a SA, úzké přátelství s Henleinem a finanční podpora jeho hnutí. Ze svědeckých výpovědí se nedalo zjistit, zda se manifestace v Nových Hradech konala před nebo po datu 21. 5. 1938. Česká komorná Panchátková potvrdila Buquoyovo prohlášení, že se o politiku vůbec nestaral. To potvrdili i jiní svědkové. On sám se vyjádřil, že někteří jeho zaměstnanci si počínali jako šílení. Byl proti tomu bezmocný. Dále udal, že zachránil život Alexandru Kadlecovi, když jej dopisem varoval před návratem do Nových Hradů z vojenské služby po demobilizaci. Zařídil přestěhování Kadlecovy rodiny do Budějovic. Dále vymohl osvobození úřednice Řežábové, prohlášené za vyzvědačku. Protože proti němu nebylo důkazů, byl zproštěn obžaloby. Je to spravedlivé.
Rudé právo 25. 1. 1948 – Člen SA a SS hrabě Buquoy osvobozen. Přiznal, že byl v roce 1938 třikrát v Berlíně ohledně hraničních otázek. Mluvil lámanou češtinou. Předsedou senátu je Dr. Příborský. V odůvodnění se praví, že členství ve Volkssturmu není provinění. Za členství v SA a SS nemůže být souzen. Byl jen přispívajícím členem. Veřejný žalobce podal zmateční stížnost a žádal ponechání ve vazbě. Soud vyhověl žádosti obhájce Dr. Šťastného a propustil Buquoye do internačního tábora, kde bude čekat na odsun za svou rodinou do Německa.
Svobodné slovo 29. 1. 1948 – Svědek tvrdil, že při návštěvě Henleina v Nových Hradech tento seděl skromně vedle šoféra a Buquoy přijímal se vztyčenou paží hold jásajících nacistů. Fotografie dokázala opak. Korunními svědky byli manželé Kadlecovi, kteří svědčili ve prospěch Buquoye. Naše soudy jsou spravedlivé (pozn. překl. do němčiny: Svědek z úvodu textu není v článku jmenován.). 
Svobodné slovo 7. 2. 1948 – (pozn. překl. do němčiny: Jde o reakci na článek Rudého práva z 25. 1.) Neúspěšná taktika Rudého práva. Bývalý hrabě Buquoy byl zatčen teprve 25. 5. 1945 na příkaz místního velitele Rudé armády. Až do té doby se pohyboval svobodně po Nových Hradech, aniž kdo z českých lidí by proti tomu něco měl. Dr. Šťastný obhajoval Buquoye ex offo. Korunní svědkové Kadlecová, členka KSČ a Panchátková se obě vyslovily ve prospěch obžalovaného. Vynesený rozsudek je spravedlivý.
(mimo kontext následuje pozn. překl. do němčiny: Svobodné slovo 11. 2. 1948 – Vědecká knihovna (v Českých Budějovicích) umístěna v Eckertově (má být v Eggertově) vile.) 
Rudé právo 17. 3. 1948 – Nový ministr spravedlnosti Dr. Čepička prohlásil ke svolaným přednostům krajských soudů a státních zastupitelství, že Drtinova justice byla při provádění retribučního soudnictví zdiskreditována a proto je nutné, aby křiklavé případy byly znovu projednány (pozn. překl. do němčiny: Bylo sotva tři týdny po komunistickém puči, Drtina byl předchozím ministrem spravedlnosti, Čepička zetěm prezidenta Gottwalda.). 
Jihočeská pravda 18. 3. 1948 – Novohradští k ministru spravedlnosti. Delegace z Nových Hradů, vedená předsedou MNV Handschim, vydala se k ministru spravedlnosti v záležitosti Buquoyově. Obžalován podle retribučního dekretu, byl osvobozen (v lednu) 1948 pro nedostatek důkazů. V březnu 1948 byl nyní znovu zajištěn. Ministr spravedlnosti Dr. Čepička slíbil potrestání Buquoye.
Svobodné slovo (pozn. překl. do němčiny: Zglajchšaltované!) 9. 5. 1948 (neděle)  – 63letý bývalý hrabě a velkostatkář z Nových Hradů, vídeňský rodák K. J. Buquoy, byl při obnoveném řízení uznán vinným, že v době zvýšeného ohrožení republiky propagoval nacistické hnutí a že byl členem SA a SS. V letáku pro zaměstnance panství schvaloval odtržení pohraničního území ve prospěch Německa. Na základě těchto obvinění byl odsouzen ke 13 letům těžkého žaláře s příslušným zostřením. Část trestu si odpyká na nucených pracích.